# فرودگاه بودایبو
فرودگاه بودایبو (به انگلیسی: Bodaybo Airport) یک فرودگاه است . این فرودگاه در شهر بودایبو کشور روسیه قرار دارد .

## شرکت‌های هواپیمایی و مقصدهای پروازی
| شرکت‌های هواپیمایی | مقصدهای پروازی |
| ----------------- | -------------- |
| آنگارا ایرلاینز   | ایرکوتسک       |
| ایر آئرو          | ایرکوتسک       |